# Parque natural de la Corona Forestal
El parque natural de la Corona Forestal, en la isla de Tenerife (Canarias, España), es una zona medioambiental protegida. Con un total de 46 612,9 hectáreas es el mayor espacio natural protegido de las Islas Canarias, extendiéndose desde unos 300 metros sobre el nivel del mar hasta los 2718 metros en el Alto de Guajara. La zona protegida se sitúa sobre las dorsales de Pedro Gil, Abeque y Adeje.

## Descripción
Este lugar, de carácter fundamentalmente forestal, muestra masas boscosas dispuestas alrededor del parque nacional del Teide dentro de los municipios de Los Realejos, Adeje, Vilaflor, Guía de Isora, Santiago del Teide, Garachico, Icod de los Vinos, La Orotava, La Guancha, San Juan de la Rambla, Granadilla, Arico, Fasnia, El Tanque, Güímar, Arafo, Candelaria y La Victoria de Acentejo. El parque natural supone además la cabecera de gran parte de los barrancos que conforman la red de drenaje del norte y sur de Tenerife, siendo importante el papel que ejerce en cuanto a la conservación del suelo frente a fenómenos erosivos, y también, en lo que se refiere a la captación de aguas.
Debido a sus grandes dimensiones se relaciona con otros espacios protegidos de la isla tales como el paisaje protegido de Los Campeches, Tigaiga y Ruíz hacia el norte. Hacia el noroeste linda con la reserva natural especial del Chinyero, mientras que hacia el noreste tiene límites con los paisajes protegidos de La Resbala y Las Lagunetas. Luego, en su orientación sur establece relaciones con la reserva natural especial del Barranco del Infierno y el paisaje protegido del Barranco de Erques y el también paisaje protegido de Ifonche. A su vez, limita con el monumento natural del Barranco de Fasnia y Güímar.
En el parque aparecen representadas todas las series geológicas de Tenerife, desde materiales de la serie I hasta la, actualmente última, serie IV, así como manifestaciones del vulcanismo histórico visibles en Siete Fuentes (1704), Fasnia (1705) y Montaña de Las Arenas (1705).

## Vegetación

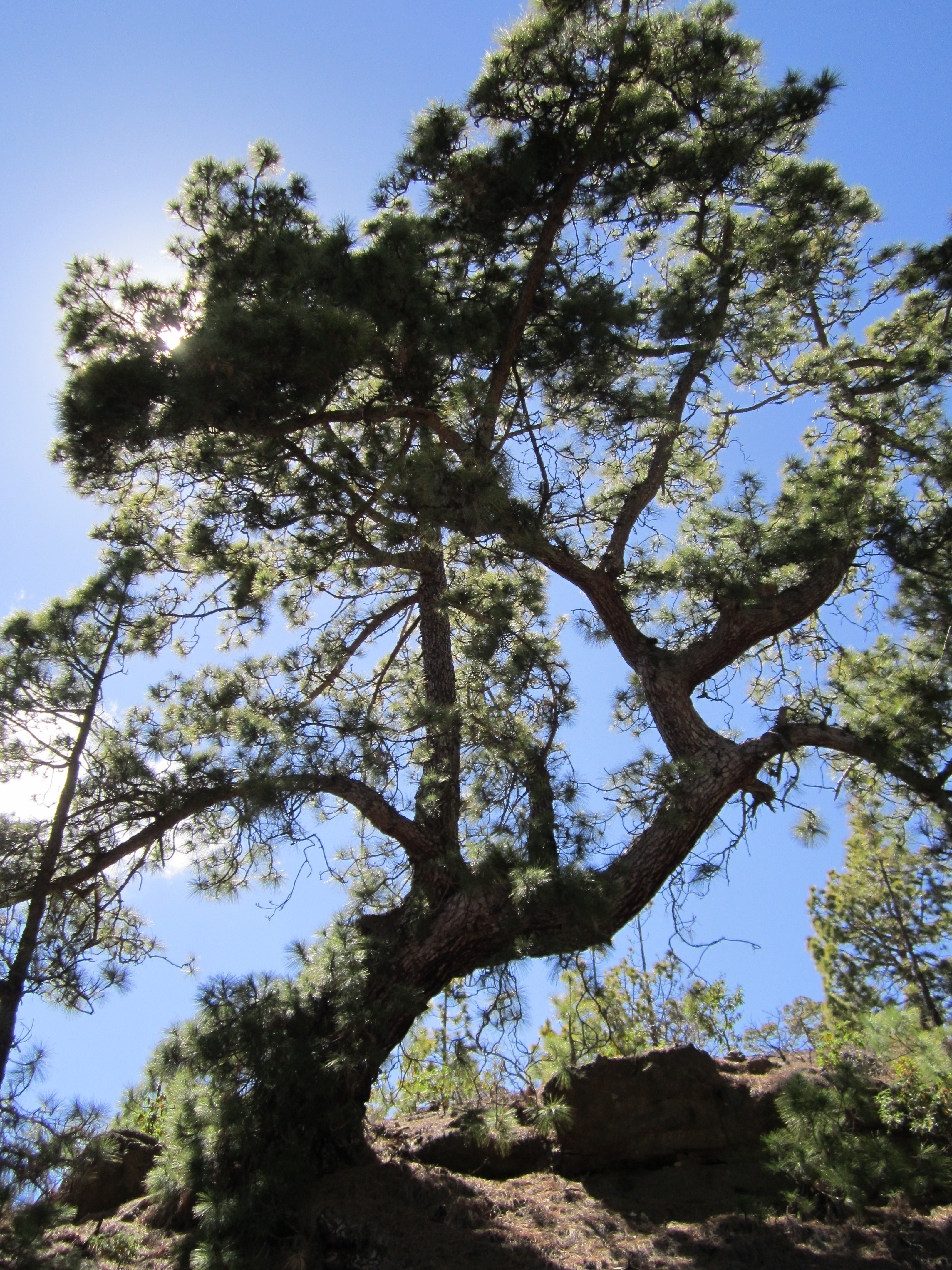
Inmediaciones del paisaje Lunar de Granadilla.

Este espacio cuenta con importantes manifestaciones de pinar canario, principalmente localizado en la vertiente norte del parque. El monteverde constituido por bosques de laurisilva y por el fayal-brezal también ocupa un lugar destacado, sobre todo en la parte occidental y en el enclave sureño del Valle de Güímar. Por otro lado, las jaras, escobones y codesos se encuentran bien representados. Es elevada la muestra de endemismos tinerfeños como el bejeque, la chahorra, la magarza o la retama gris. Igualmente, la jarilla, la falsa retama, el trébol de risco o la tabaiba, entre otros, son formaciones vegetales que aquí se encuentran.

## Fauna
Dentro del apartado faunístico destacan ligadas al pino el pinzón azul (Fringilla teydea, endemismo tinerfeño y símbolo animal de la isla) junto con el pico picapinos (Dendrocopos major). Luego, habría que citar diversas especies de murciélagos, entre ellas el orejudo canario (Plecotus teneriffae) o el nóctulo pequeño (Nyctalus leisleri). Por otra parte, el muflón o el conejo son herbívoros introducidos que habitan en este lugar. Son importantes de la misma manera, pero dentro del grupo de los invertebrados, los escarabajos endémicos (Buprestis bertheloti y Brachyderes rugatus), la araña (Olios canariensis) y la mariposa nocturna (Macaronesia fortunata). La lista de especies animales es considerablemente más extensa, pero quizás los aquí mencionados sean los más representativos o numerosos.

## Historia
Antiguamente, en el periodo precolonial, fue grande la actividad en la zona por parte de los guanches. Fruto de ello son los refugios pastoriles, cuevas funerarias y diferentes yacimientos con los que cuenta. Posteriormente, tras la conquista castellana, el parque experimentó una notable explotación basada fundamentalmente en la extracción de brea y madera para la industria naval y la construcción de viviendas, de modo que su extensión sufrió un retroceso y algunas zonas resultaron deforestadas. Sin embargo, una intensa política de repoblaciones, aún hoy vigente, hizo que desde los primeros lustros del pasado siglo la cubierta vegetal mejorara. La Corona Forestal alberga asimismo una importante infraestructura de galerías y canalizaciones de agua.

## Riesgos medioambientales
Entre los principales peligros para la conservación de este paraje se hallan, por ejemplo, el elevado número de pistas forestales e incluso carreteras comarcales que la atraviesan, la existencia de diversas áreas campamentales y recreativas, el tránsito y pateo del suelo que la actividad turística implica y el daño que el conejo y especialmente el muflón producen en las especies vegetales.

## Galería

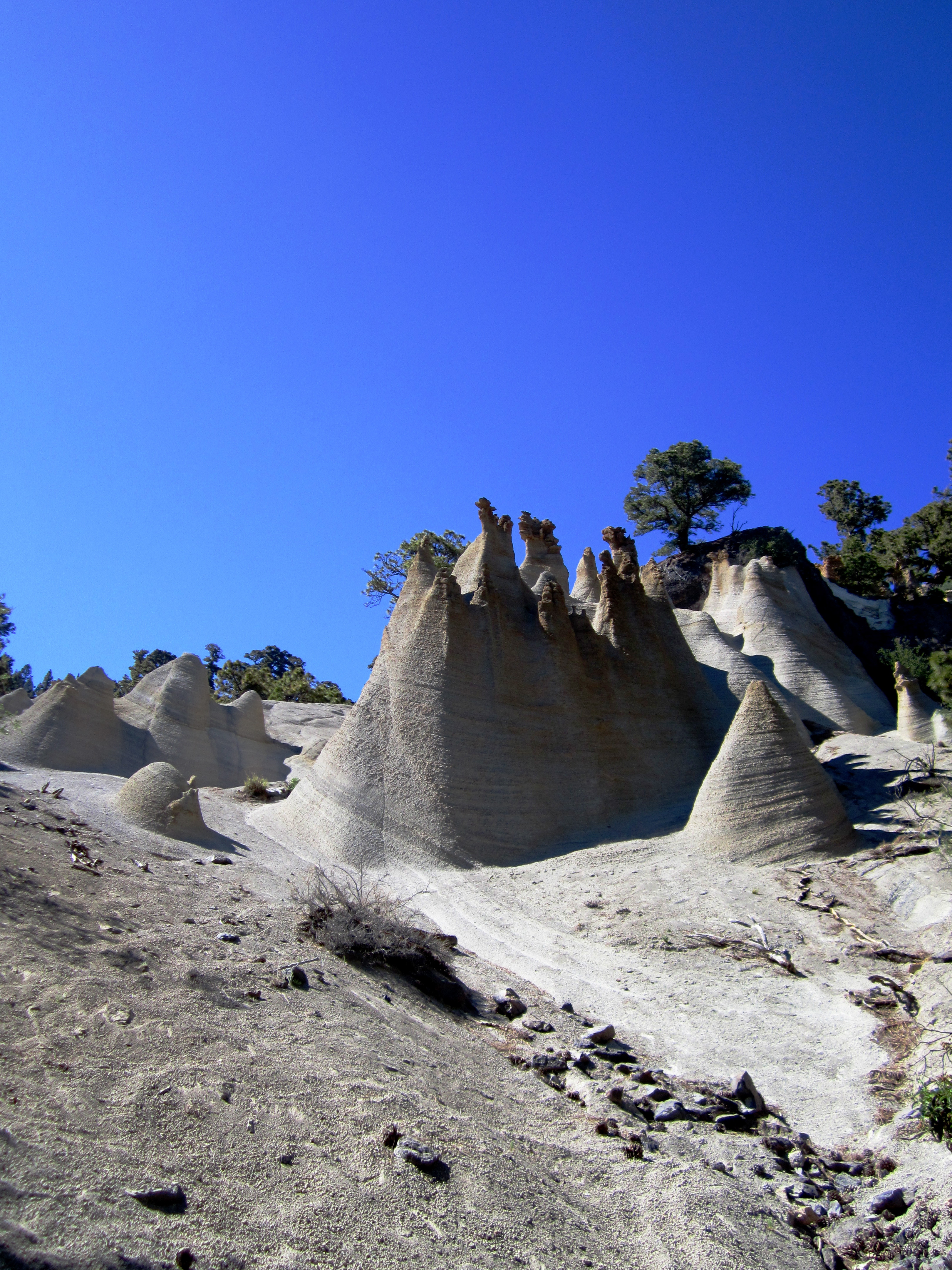
Paisaje Lunar, entorno geológico moldeado por fenómenos erosivos emplazado en la Corona Forestal.
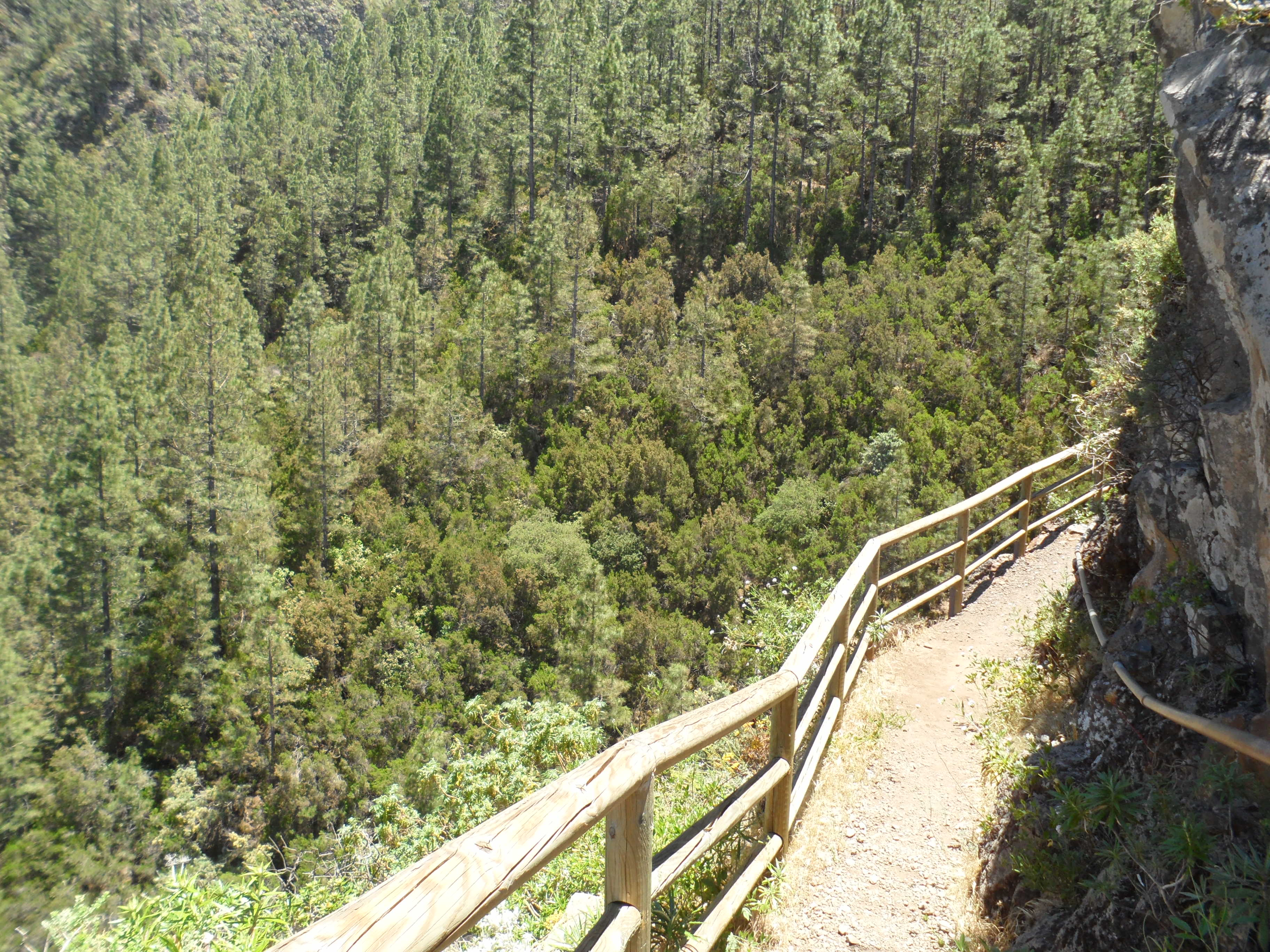
El Lomo del Jaral bordeando el Barranco de la Madre en lo alto de Los Órganos.
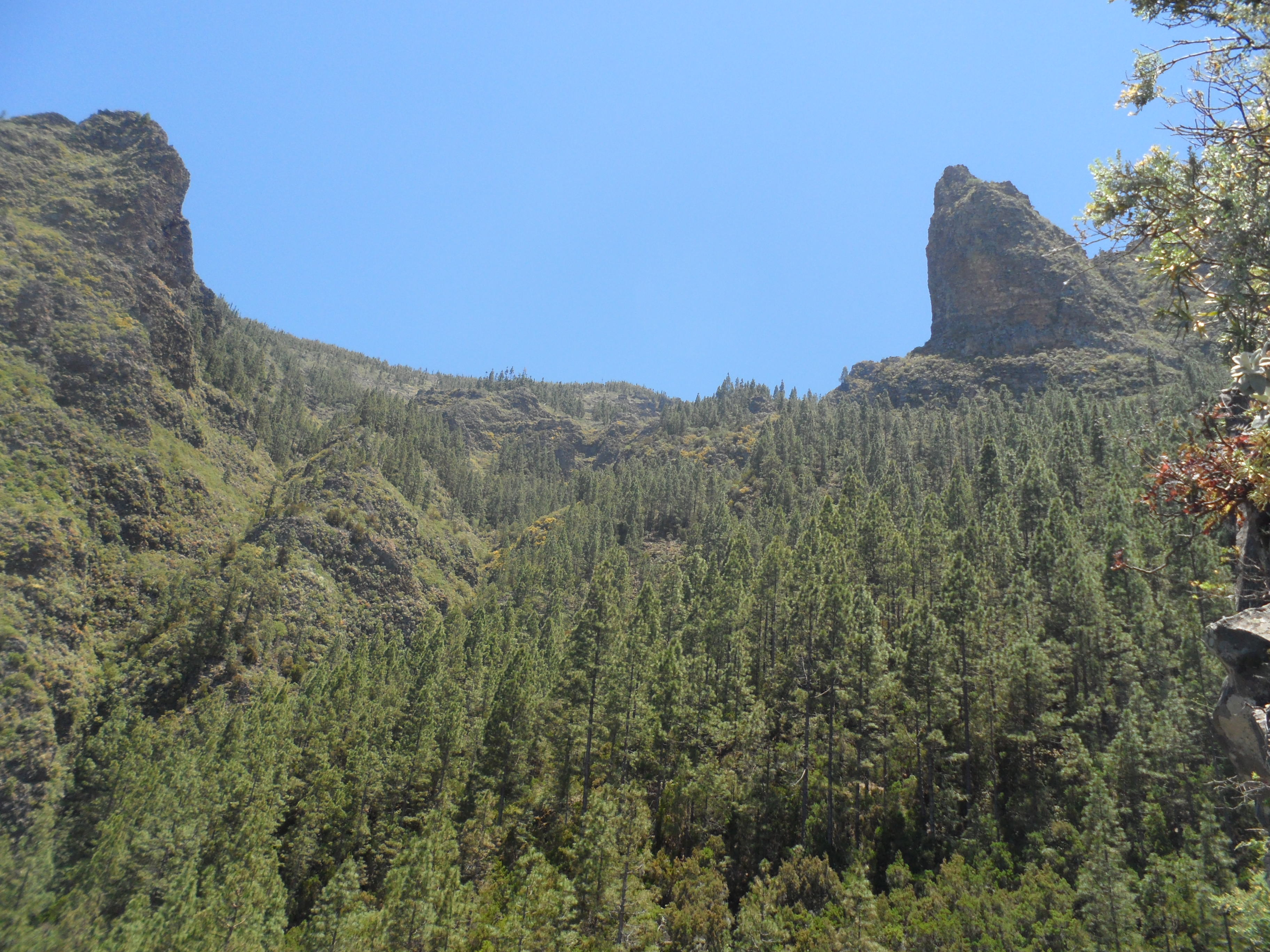
Corona Forestal debajo del Risco Guanchijo  en lo alto de Los Órganos.